# Olga Sučić
Olga Sučić  (1958. – 5.  travnja 1992.) bila uz Suadu Dilberović prva žrtva opsade Sarajeva za vrijeme Rata u Bosni i Hercegovini. Radila je kao službenica u Skupštini Bosne i Hercegovine.

## Smrt
U ožujku 1992. godine u Sarajevu je došlo do sukoba između pripadnika Srpske Demokratske Stranke (SDS) i policajaca pod kontrolom vlade Bosne i Hercegovine kad su Srbi na Grbavici i  Vracama postavili barikade. 5. travnja 1992. godine održale su se demonstracije za mir u  Sarajevu. Pripadnici SDS-a su pucali s krova hotela Holliday Inn u demonstrante te ubili  Olgu Sučić i  Suadu Dilberović dok je više osoba ranjeno. Most na kojem su ubijene nosi  njihovo ime.

## Također pogledajte
- Most Suade i Olge
- Suada Dilberović